# Міста Андорри
Список міст Андорри:
Нижче наведено список міст Андорри в порядку зменшення населення.
- Андорра-ла-Велья (19 319)
- Ескальдес-Енгордань (14 395)
- Енкамп (8 470)
- Сант-Жулія-де-Лорія (7 518)
- Ла-Массана (4 987)
- Санта-Колома (2 937)
- Ордіно (2 780)
- Пас-де-ла-Каза (2 613)
- Канільйо (2 025)
- Аринсаль (1 555)

## Таблиця
| Місто                  | qid                         | P31: є одним із                                                          | P1082: кількість населення |
| ---------------------- | --------------------------- | ------------------------------------------------------------------------ | -------------------------- |
| Андорра-ла-Велья       | Q1863: Андорра-ла-Велья     | побласьон Андорриd прикордонний населений пунктd місто national capitald | 24 042 осіб                |
| Аринсаль               | Q24554: Аринсаль            | побласьон Андорриd                                                       |                            |
| Ескальдес-Енгордань    | Q24286: Ескальдес-Енгордань | парафії Андорриd                                                         | 15 506 осіб                |
| Енкамп                 | Q24269: Енкамп              | парафії Андорриd                                                         | 12 826 осіб                |
| Канільйо               | Q24260: Канільйо            | парафії Андорриd                                                         | 5781 осіб                  |
| Ла-Массана             | Q24276: Ла-Массана          | парафії Андорриd                                                         | 11 591 осіб                |
| Ордіно                 | Q24272: Ордіно              | парафії Андорриd                                                         | 5440 осіб                  |
| Пас-де-ла-Каза         | Q24456: Пас-де-ла-Каза      | містечко гірський перевал прикордонний населений пунктd                  | 1927 осіб                  |
| Сант-Жулія-де-Лорія    | Q24282: Сант-Жулія-де-Лорія | парафії Андорриd                                                         | 9915 осіб                  |
| Санта-Колома (Андорра) | Q24597: Санта-Колома        | село побласьон Андорриd                                                  | 3002 осіб                  |
| Сольдеу                | Q24398: Сольдеу             | населений пункт                                                          | 622 осіб                   |

| en:Arinsal | Q24554: Аринсаль | побласьон Андорриd |  |